# Hector (Arkansas)
Hector – miasto w Stanach Zjednoczonych, w stanie Arkansas, w hrabstwie Pope.